# Kanton Dieulefit
Dieulefit is een kanton van het Franse departement Drôme. Het kanton maakt sinds februari 2006 deel uit van het arrondissement Nyons, daarvoor behoorde het tot het arrondissement Valence. Vanaf 2015 zijn ook gemeenten van het arrondissement Die in het kanton opgenomen.

## Gemeenten
Het kanton Dieulefit omvatte tot en met 2014 de volgende 15 gemeenten:
- Aleyrac
- La Bégude-de-Mazenc
- Comps
- Dieulefit (hoofdplaats)
- Eyzahut
- Le Poët-Laval
- Montjoux
- Orcinas
- Pont-de-Barret
- Rochebaudin
- Roche-Saint-Secret-Béconne
- Salettes
- Souspierre
- Teyssières
- Vesc

Sinds de herindeling van de kantons door het decreet van 20 februari 2014 met uitwerking op 22 maart 2015, zijn dat :
- Aleyrac
- La Bâtie-Rolland
- La Bégude-de-Mazenc
- Bézaudun-sur-Bîne
- Bonlieu-sur-Roubion
- Bourdeaux
- Bouvières
- Charols
- Cléon-d'Andran
- Comps
- Condillac
- Crupies
- Dieulefit
- Eyzahut
- Félines-sur-Rimandoule
- Francillon-sur-Roubion
- La Laupie
- Manas
- Marsanne
- Montjoux
- Mornans
- Orcinas
- Le Poët-Célard
- Le Poët-Laval
- Pont-de-Barret
- Portes-en-Valdaine
- Puygiron
- Puy-Saint-Martin
- Rochebaudin
- Rochefort-en-Valdaine
- Roche-Saint-Secret-Béconne
- Roynac
- Saint-Gervais-sur-Roubion
- Saint-Marcel-lès-Sauzet
- Salettes
- Saou
- Sauzet
- Souspierre
- Soyans
- Teyssières
- Les Tonils
- La Touche
- Truinas
- Vesc